# Julia Ramos
Julia Damiana Ramos Sánchez (Tarija, Bolivia; 12 de abril de 1963) es un enfermera, sindicalista, ex diputada y política boliviana. Fue también la ministra de Desarrollo Rural y Tierras de Bolivia desde el 23 de enero de 2009 hasta el 23 de enero de 2010, durante el primer gobierno del presidente Evo Morales Ayma.

## Biografía
Julia Ramos nació en la ciudad de Tarija el 12 de abril de  1963. Ramos hizo sus estudios primarios y secundarios en su ciudad natal. Continuó con sus estudios superiores estudiando la carrera técnica de enfermería en la Universidad Juan Misael Saracho (UJMS), en donde llegó a pertenecer al comité ejecutivo de la FUL.

### Carrera política
Julia Ramos empezó su carrera política desde pequeños cargos comunales. A sus 22 años, entre los años 1985 a 1989, Ramos ocupó los cargos de la secretaria de educación y luego en la secretaria de salud de la Federación Sindical Única de Trabajadores Campesinos de Tarija (FSUTCT). Desde 1996 hasta 1999 Ramos ingresó a la Federación Bartolina Sisa de la ciudad de La Paz, llegando a ocupar un puesto desde donde pudo surgir su liderazgo a nivel nacional.
Una vez regresada a Tarija, Julia Ramos fundó por primera vez en esa ciudad la sección departamental de la Federación de Bartolina Sisa (sede Tarija) en donde se convirtió en la principal dirigente. En esa sección departamental, Ramos fue reelegida dos veces: la primera ocasión fue el año 2000 y la segunda el año 2007.
Cabe mencionar también que Julia Ramos ingresó como militante en las filas del partido del Movimiento al Socialismo (MAS), partido por el cual fue candidata al cargo de diputada en Elecciones generales de 2002, pero no tuvo éxito, ya que no salió elegida por el voto.
Pero tres años después, en los siguientes comicios de las Elecciones generales de 2005, Ramos volvió nuevamente a participar como candidata al cargo de diputada por el partido del Movimiento al Socialismo (MAS), en donde esta vez sí salió ganadora, posesionándose en el cargo el 24 de enero de 2006. Mientras se encontraba en el cargo de diputada de Bolivia, Ramos presidió los caucos de indígenas América del Sur (iniciativa de la Organización de las Naciones Unidas, ONU).
El 9 de febrero de 2009, el Presidente de Bolivia Evo Morales Ayma la posesionó como ministra de Desarrollo Rural y Tierras de Bolivia. El 24 de enero de 2010, Julia Ramos fue reemplazada en su cargo de ministra por Nemecia Achacollo, dirigenta sindical del chapare cochabambino.
Después de cinco años de haber dejado el ministerio, en 2015, Julia Ramos fue vinculada por la justicia boliviana en el caso de corrupción del Fondo Indígena (FONDIOC).